# Úgaine Mór
Úgaine Mór (le Grand), fils d'Eochu Buadach (en) 
, fils de Dui Ladrach, est selon les légendes médiévales et la tradition pseudo historique irlandaise un Ard ri Erenn.

## Règne
Úgaine Mór est élevé en fosterage par Cimbáeth et son épouse la reine Macha Mong Ruad, et il prend le pouvoir après avoir tué Rechtaid Rígderg le meurtrier de sa mère adoptive.
Le Lebor Gabála Érenn indique qu'outre l'Irlande il domine également "Alba jusqu'à la mer de Wight" et la totalité de l'île de Bretagne et il ajoute que selon certains il aurait même régné sur toute l'Europe! 
Úgaine Mór épouse Cessair Chrothach, une fille du roi des Francs, qui lui donne 22 fils et trois filles. Il est réputé avoir divisé l'Irlande en 25 parts, une pour chacun de ses enfants, cette situation aurait perduré 300 ans jusqu'à l'établissement des cinq provinces sous Eochaid Feidlech. Úgaine aurait régné 30 ans (F.E.F.) ou 40 ans (A.F.M.) avant d'être tué par son frère Bodbchad à Tealach An Chosgair.
Selon le Lebor Gabála Érenn il a comme successeur directement son fils  Lóegaire Lorc, bien que les  Annales des quatre maîtres  et  Geoffrey Keating dans son  Foras Feasa ar Éirinn indiquent que  Bodbchad fut roi un jour 1/2 avant que  Lóegaire le tue. Le Lebor Gabála synchronise son règne avec celui de  Ptolémée II Philadelphe (281-246 av. J.-C.). La  chronologie de Keating Foras Feasa ar Éirinn date ce règne de 441-411 av. J.-C. et les Annales des quatre maîtres de  634-594 av. J.-C.
Deux de ses fils; Lóegaire Lorc et Cobthach Cóel Breg se succèdent ensuite sur le trône. Il laisse également deux fillesː 
Muirisc (en)  et Lathar (en)

## Source
- (en) Cet article est partiellement ou en totalité issu de l’article de Wikipédia en anglais intitulé « Úgaine Mór » (voir la liste des auteurs), édition du 3 avril 2012.